# Campeonato Nacional de fútbol (Cuba)
El Campeonato Nacional de Fútbol de Cuba  es la máxima categoría del fútbol de Cuba. Está regido y patrocinado por la Asociación de Fútbol de Cuba (AFC).

## Historia
Fue en 1907 cuando comenzó a introducirse el futbol en la Mayor de las Antillas, y solo tres años después en 1910 se conformaba un organismo para amparar el nuevo juego en el país. Para la década del 20, ya era el deporte predilecto de los cubanos y la prensa se hacía eco de todas sus peripecias.
El Rovers Athletic Club, compuesto en su mayoría por jugadores de origen británico, sería el club que se adueñaría del Primer Campeonato en 1912, seguido al año siguiente por el Euskeria Sporting Club que también lo ganaría en 1914 convirtiéndose en el primer equipo bicampeón en la Isla. También participaría en estos primeros torneos el Sport Club Hatuey donde predominaban jugadores criollos. Sin embargo, fueron los equipos fundados por la inmigración española, muy numerosa en aquel entonces los que dominaron el panorama por las siguientes décadas.
El Club Dep. Centro Gallego, el Iberia FootBall Club, el Juventud Asturiana, el Club Dep. Hispano-América y el Fortuna FootBall Club eran los más destacados, dando lugar estos dos últimos al clásico del futbol cubano. Algunos incluso jugaban de ¨tú a tú¨ contra combinados europeos de máxima categoría. Equipos históricos como Real Madrid, el Atlético de Madrid, el Nacional de Montevideo y el RCD Espanyol de Barcelona, se dejaban caer por la Isla para jugar amistosos con sus pares cubanos.
- 1912 a 1961: Participaron clubes amateurs.
- 1912 a 1918: Se jugó también entre esos años la Copa Robert M. Orr (7 ediciones). Esta queda en poder del CD Hispano-América (1916-1917-1918) ya que las reglas del torneo estipulaban que la copa quedaría en las vitrinas y en poder del club que la ganara 3 años consecutivos.
- 1913: Se jugó el Campeonato de 2.os Equipos (Campeón: Euskeria SC II) y la Copa Orense Fraternal (Campeón: Club Dep. Hispano-América).
- 1914: Se jugó el Campeonato de 2.os Equipos (Campeón: Euskeria SC II) y la Copa Marañón (Campeón: Euskeria SC).
- 1917: El equipo Fortuna SC es descalificado del Campeonato Nacional. Se anulan varios partidos por la utilización de árbitros no registrados por la Federación y después de varios meses se decidió otorgarle el campeonato al Iberia FC que era el equipo que más puntos acumulaba al momento de la suspensión del torneo.
- 1925: Se jugó la Copa Reina Victoria (Campeón: Fortuna SC).
- 1928: (no se realizó el Campeonato Nacional) solo se jugó la Copa de Campeones (Campeón: Real Iberia), título que se tomo como Campeón Nacional, donde participaron todos los equipos que habían sido Campeones de la División de Honor hasta ese entonces (7 equipos: Rovers AC, Euskeria SC, CD Hispano-América, Real Iberia, Fortuna FC, Olimpia SC y Juventud Asturiana), además se jugó también la Copa Armada (Campeón: Club Dep. Centro Gallego).
- 1930: Primer Campeón de Cuba que no era un equipo de la capital habanera.
- 1947: (no se realizó el Campeonato Nacional) no dio tiempo pues todavía existían secuelas del incendio y perdida del Estadio La Polar, se jugó la Copa Presidente Grau San Martín (Campeón: Real Iberia) en el Campo Armada.
- 1948 a 1952: Existían 2 torneos, el Campeonato Nacional Amateur y el Campeonato Cubano Profesional que no era Nacional.
- 1948: Campeonato Nacional Amateur (Campeón: Juventud Asturiana), Campeonato Cubano Profesional (Campeón: Deportivo Puentes Grandes)  Todo el campeonato se desarrolló en el alquilado Campo Armada y el Campo de la Universidad de La Habana.
- 1949: Campeonato Nacional Amateur (Campeón: Diablos Rojos), Campeonato Cuabano Profesional (Campeón: Deportivo Puentes Grandes)
- 1950: Campeonato Nacional Amateur (Campeón: Club Dep. Hispano-América), Campeonato Cuabano Profesional (Campeón: Deportivo Puentes Grandes)
- 1951: Campeonato Nacional Amateur (Campeón: Deportivo San Francisco), Campeonato Cuabano Profesional (Campeón: DC Centro Gallego)
- 1952: Campeonato Nacional Amateur (Campeón: Deportivo San Francisco), Campeonato Cuabano Profesional (Campeón: ---)
- 1953 a 1955: Separación (cisma), se realizaron 2 Campeonatos Nacionales a la vez entre la AFC y la CFC.
- 1953: Campeonato AFC (Campeón Nacional: Deportivo San Francisco), Campeonato CFC (Campeón: Casino Español).
- 1954: Campeonato AFC (Campeón NAcional: Deportivo San Francisco), Campeonato CFC (Campeón: Casino Español).
- 1955: Campeonato AFC (Campeón Nacional: Deportivo San Francisco), Campeonato CFC (Campeón: Casino Español).
- 1956: Ocurre la unificación y queda la AFC (Asociación de Fútbol de Cuba) como ente rector del futbol en Cuba.
- 1962: (no se realizó el Campeonato Nacional) Fin del Profesionalismo y de la vieja estructura, comienzo de la reorganización de la mano del recién fundado INDER.
- 1963 a 1977: Participan selecciones regionales (usando un apodo).
- 1971: (no se realizó el Campeonato Nacional) Primer Período Especial en Cuba, razones económicas impidieron la realización de muchos deportes.
- 1978 - actualidad: Participan equipos provinciales (nueva División Político-Administrativa).
- 1988: El campeón (Pinar del Río) clasificó y jugó el torneo de clubes Copa de Campeones de la Concacaf 1989.
- 1989: El campeón (Pinar del Río) clasificó y jugó el torneo de clubes Copa de Campeones de la Concacaf 1990.
- 2010: (no se realizó el Campeonato Nacional) solo se jugó el Torneo Apertura de 2.ª División y no dio tiempo a jugar el Torneo Nacional de 1.ª División.
- 2018: El campeón clasificó y jugó el torneo de clubes Concacaf Caribbean Club Shield 2019 de la Unión Caribeña de Futbol (CFU).
- 2019: El campeón clasificó, pero no jugó el torneo de clubes Concacaf Caribbean Club Shield 2020 de la Unión Caribeña de Futbol (CFU).
- 2020: (se cancela el Campeonato Nacional) por el inicio de la Pandemia Mundial Covid-19.
- 2021: (no se realizó el Campeonato Nacional) debido a la Pandemia Mundial Covid-19.
- 2024: (se cancela el Campeonato Nacional) por razones de transporte impidieron la realización del Torneo.

## Formato
Desde 1963 las 16 unidades territoriales de Cuba pueden participar (a través de selecciones regionales) en el torneo (hasta 1977 podían participar en el torneo usando un apodo).
- 2007-2008: Torneo de dos ruedas con Play-Offs.
- 2008-2009: Torneo de dos ruedas con Play-Offs.* 2011-2012 (Primera División): Torneo de dos ruedas (8 selecciones) con Play-Offs.
- 2011-2012: (Segunda División) Torneo de dos ruedas (8 selecciones).
- 2013: Etapa clasificatoria (4 grupos de 4 selecciones) y Torneo de tres ruedas (8 selecciones) con Play-Offs.
- 2014-2015: Etapa pre-clasificatoria (2 grupos de 4 selecciones),[1] Etapa clasificatoria (4 selecciones)[2] y Torneo de dos ruedas (10 selecciones).[3]
- 2016-presente: Etapa clasificatoria (2 grupos de 8 selecciones) y Torneo de dos ruedas (10 selecciones).

Por diversos motivos (políticos, económicos, etc.), desde la temporada 2007/08 los equipos de Cuba no participan en el Campeonato de Clubes de la CFU ni en la Concacaf Liga Campeones.

## Equipos
| Equipo              | Ciudad             | Torneos ganados | Estadio                              |
| ------------------- | ------------------ | --------------- | ------------------------------------ |
| Camagüey            | Camagüey, Camagüey | 1               | Academia Provincial Amador Fernández |
| Ciego de Ávila      | Ciego de Ávila     | 5               | Sergio Alonso Grandal                |
| Cienfuegos          | Cienfuegos         | 5               | Luis Pérez Lozano                    |
| Ciudad de La Habana | La Habana          | 6               | Pedro Marrero                        |
| Granma              | Bayamo, Granma     |                 | Mártires de Barbados                 |
| Guantánamo          | Guantánamo         |                 | Rogelio Palacios                     |
| Isla de La Juventud | Nueva Gerona       |                 | El Rodeo de Nueva Gerona             |
| Las Tunas           | Las Tunas          |                 | Ovidio Torres                        |
| Santiago de Cuba    | Santiago de Cuba   | 3               | Antonio Maceo                        |
| Villa Clara         | Villa Clara        | 14              | Camilo Cienfuegos                    |
| Artemisa            | Artemisa           | 1               | Guanajay                             |
| Holguín             | Holguín            | 2               | Luis Alberto Torcious Lima           |
| Pinar del Río       | Pinar del Río      | 7               | La Bombonera                         |
| Matanzas            | Matanzas           |                 | Calimete                             |
| Mayabeque           | Mayabeque          |                 | Güines                               |
| Sancti Spíritus     | Sancti Spiritus    |                 | Terreno la Formadora                 |

## Títulos nacionales por años (Temporadas)
| Campeonato Nacional de Fútbol de Cuba |     |                                                 |                                                 |                                                               |                                                 |                                                 |                                                 |                                                 |  |
| 1912                                  | 1   | Rovers AC                                       | SC Hatuey                                       |                                                               |                                                 |                                                 |                                                 |                                                 |  |
| 1913                                  | 2   | Euskeria SC                                     | SC Hatuey                                       |                                                               |                                                 |                                                 |                                                 |                                                 |  |
| 1914                                  | 3   | Euskeria SC                                     | Rovers AC                                       |                                                               |                                                 |                                                 |                                                 |                                                 |  |
| 1915                                  | 4   | CD Hispano-América                              |                                                 |                                                               |                                                 |                                                 |                                                 |                                                 |  |
| 1916                                  | 5   | CD Hispano-América                              |                                                 |                                                               |                                                 |                                                 |                                                 |                                                 |  |
| 1917                                  | 6   | Iberia FC                                       | CD Hispano-América                              |                                                               |                                                 |                                                 |                                                 |                                                 |  |
| 1918                                  | 7   | Fortuna SC                                      |                                                 |                                                               |                                                 |                                                 |                                                 |                                                 |  |
| 1919                                  | 8   | CD Hispano-América                              |                                                 |                                                               |                                                 |                                                 |                                                 |                                                 |  |
| 1920                                  | 9   | CD Hispano-América                              |                                                 |                                                               |                                                 |                                                 |                                                 |                                                 |  |
| 1921                                  | 10  | CD Hispano-América                              |                                                 |                                                               |                                                 |                                                 |                                                 |                                                 |  |
| 1922                                  | 11  | Iberia FC                                       |                                                 |                                                               |                                                 |                                                 |                                                 |                                                 |  |
| 1923                                  | 12  | Iberia FC                                       |                                                 |                                                               |                                                 |                                                 |                                                 |                                                 |  |
| 1924                                  | 13  | Olimpia SC                                      |                                                 |                                                               |                                                 |                                                 |                                                 |                                                 |  |
| 1925                                  | 14  | Fortuna SC                                      | CD Hispano-América                              |                                                               |                                                 |                                                 |                                                 |                                                 |  |
| 1926                                  | 15  | Real Iberia                                     |                                                 |                                                               |                                                 |                                                 |                                                 |                                                 |  |
| 1927                                  | 16  | Juventud Asturiana                              | Fortuna SC                                      |                                                               |                                                 |                                                 |                                                 |                                                 |  |
| 1928                                  | 17  | Real Iberia                                     |                                                 |                                                               |                                                 |                                                 |                                                 |                                                 |  |
| 1929                                  | 18  | Real Iberia                                     |                                                 |                                                               |                                                 |                                                 |                                                 |                                                 |  |
| 1930                                  | 19  | Deportivo Español                               | Juventud Asturiana                              |                                                               |                                                 |                                                 |                                                 |                                                 |  |
| 1931                                  | 20  | CD Centro Gallego                               |                                                 |                                                               |                                                 |                                                 |                                                 |                                                 |  |
| 1932                                  | 21  | CD Centro Gallego                               |                                                 |                                                               |                                                 |                                                 |                                                 |                                                 |  |
| 1933                                  | 22  | Juventud Asturiana                              |                                                 |                                                               |                                                 |                                                 |                                                 |                                                 |  |
| 1934                                  | 23  | Real Iberia                                     |                                                 |                                                               |                                                 |                                                 |                                                 |                                                 |  |
| 1935                                  | 24  | Juventud Asturiana                              |                                                 |                                                               |                                                 |                                                 |                                                 |                                                 |  |
| 1936                                  | 25  | Juventud Asturiana                              |                                                 |                                                               |                                                 |                                                 |                                                 |                                                 |  |
| 1937                                  | 26  | CD Centro Gallego                               |                                                 |                                                               |                                                 |                                                 |                                                 |                                                 |  |
| 1938                                  | 27  | CD Centro Gallego                               |                                                 | Juan Tuñas                                                    | DC Gallego                                      |                                                 |                                                 |                                                 |  |
| 1939                                  | 28  | CD Centro Gallego                               |                                                 | Juan Tuñas                                                    | DC Gallego                                      |                                                 |                                                 |                                                 |  |
| 1940                                  | 29  | CD Centro Gallego                               |                                                 | Juan Tuñas                                                    | DC Gallego                                      |                                                 |                                                 |                                                 |  |
| 1941                                  | 30  | Juventud Asturiana                              |                                                 | Juan Tuñas                                                    | Juventud Asturiana                              | 28                                              |                                                 |                                                 |  |
| 1942                                  | 31  | Deportivo Puentes Grandes                       |                                                 |                                                               |                                                 |                                                 |                                                 |                                                 |  |
| 1943                                  | 32  | Deportivo Puentes Grandes                       |                                                 |                                                               |                                                 |                                                 |                                                 |                                                 |  |
| 1944                                  | 33  | Juventud Asturiana                              |                                                 | Antonio D. Vinyets Rojas                                      | Juventud Asturiana                              | 12                                              |                                                 |                                                 |  |
| 1945                                  | 34  | CD Centro Gallego                               |                                                 |                                                               |                                                 |                                                 |                                                 |                                                 |  |
| 1946                                  | 35  | CD Centro Gallego                               |                                                 |                                                               |                                                 |                                                 |                                                 |                                                 |  |
| 1947                                  | --  | No se disputó                                   | No se disputó                                   | No se disputó                                                 | No se disputó                                   | No se disputó                                   | No se disputó                                   |                                                 |  |
| 1948                                  | 36  | Juventud Asturiana                              |                                                 |                                                               |                                                 |                                                 |                                                 |                                                 |  |
| 1949                                  | 37  | Diablos Rojos                                   |                                                 |                                                               |                                                 |                                                 |                                                 |                                                 |  |
| 1950                                  | 38  | CD Hispano-América                              |                                                 |                                                               |                                                 |                                                 |                                                 |                                                 |  |
| 1951                                  | 39  | Deportivo San Francisco                         |                                                 |                                                               |                                                 |                                                 |                                                 |                                                 |  |
| 1952                                  | 40  | Deportivo San Francisco                         |                                                 |                                                               |                                                 |                                                 |                                                 |                                                 |  |
| 1953                                  | 41  | Deportivo San Francisco                         |                                                 |                                                               |                                                 |                                                 |                                                 |                                                 |  |
| 1954                                  | 42  | Deportivo San Francisco                         |                                                 |                                                               |                                                 |                                                 |                                                 |                                                 |  |
| 1955                                  | 43  | Deportivo San Francisco                         |                                                 |                                                               |                                                 |                                                 |                                                 |                                                 |  |
| 1956                                  | 44  | Casino Español                                  |                                                 |                                                               |                                                 |                                                 |                                                 |                                                 |  |
| 1957                                  | 45  | Deportivo San Francisco                         |                                                 |                                                               |                                                 |                                                 |                                                 |                                                 |  |
| 1958                                  | 46  | Deportivo Mordazo                               |                                                 | Quimbo Ocanto                                                 | Deportivo San Francisco                         |                                                 |                                                 |                                                 |  |
| 1959                                  | 47  | Deportivo Mordazo                               |                                                 |                                                               |                                                 |                                                 |                                                 |                                                 |  |
| 1960                                  | 48  | El Cerro FC                                     |                                                 |                                                               |                                                 |                                                 |                                                 |                                                 |  |
| 1961                                  | 49  | Deportivo Mordazo                               |                                                 |                                                               |                                                 |                                                 |                                                 |                                                 |  |
| 1962                                  | --  | No se disputó                                   | No se disputó                                   | No se disputó                                                 | No se disputó                                   | No se disputó                                   | No se disputó                                   |                                                 |  |
| 1963                                  | 50  | FC Industriales                                 |                                                 |                                                               |                                                 |                                                 |                                                 |                                                 |  |
| 1964                                  | 51  | FC Industriales                                 |                                                 |                                                               |                                                 |                                                 |                                                 |                                                 |  |
| 1965                                  | 52  | La Habana                                       |                                                 |                                                               |                                                 |                                                 |                                                 |                                                 |  |
| 1966                                  | 53  | La Habana                                       |                                                 |                                                               |                                                 |                                                 |                                                 |                                                 |  |
| 1967                                  | 54  | La Habana                                       |                                                 |                                                               |                                                 |                                                 |                                                 |                                                 |  |
| 1968                                  | 55  | Granjeros                                       |                                                 |                                                               |                                                 |                                                 |                                                 |                                                 |  |
| 1969                                  | 56  | Granjeros                                       |                                                 |                                                               |                                                 |                                                 |                                                 |                                                 |  |
| 1970                                  | 57  | Granjeros                                       |                                                 |                                                               |                                                 |                                                 |                                                 |                                                 |  |
| 1971                                  | --  | No se disputó                                   | No se disputó                                   | No se disputó                                                 | No se disputó                                   | No se disputó                                   | No se disputó                                   |                                                 |  |
| 1972                                  | 58  | FC Industriales                                 |                                                 |                                                               |                                                 |                                                 |                                                 |                                                 |  |
| 1973                                  | 59  | FC Industriales                                 |                                                 |                                                               |                                                 |                                                 |                                                 |                                                 |  |
| 1974                                  | 60  | FC Azucareros                                   |                                                 |                                                               |                                                 |                                                 |                                                 |                                                 |  |
| 1975                                  | 61  | Granjeros                                       |                                                 | Ramón Núñez Armas                                             | Mineros Las Tunas                               | 9                                               |                                                 |                                                 |  |
| 1976                                  | 62  | FC Azucareros                                   |                                                 | Ramón Núñez Armas                                             | Mineros Las Tunas                               | 11                                              |                                                 |                                                 |  |
| 1977                                  | 63  | Granjeros                                       |                                                 | Ramón Núñez Armas                                             | Mineros Las Tunas                               | 13                                              |                                                 |                                                 |  |
| 1978                                  | 64  | Ciudad de La Habana                             | Villa Clara                                     | Urbano Ankle                                                  | Las Tunas                                       | 14                                              |                                                 |                                                 |  |
| 1979                                  | 65  | Ciudad de La Habana                             | Villa Clara                                     | Carlos Azcuy Regino Delgado Roberto Pereira Ramón Núñez Armas | Ciudad de La Habana Villa Clara Las Tunas       | 7                                               |                                                 |                                                 |  |
| 1980                                  | 66  | Villa Clara                                     | Ciudad de La Habana                             | Regino Delgado Ramón Núñez Armas                              | Villa Clara Las Tunas                           | 9                                               |                                                 |                                                 |  |
| 1981                                  | 67  | Villa Clara                                     | Pinar del Río                                   | Agustín Pérez Castillo                                        | Camagüey                                        | 8                                               |                                                 |                                                 |  |
| 1982                                  | 68  | Villa Clara                                     | Cienfuegos                                      | Roberto Pereira Dagoberto Lara                                | Villa Clara Cienfuegos                          | 8                                               |                                                 |                                                 |  |
| 1983                                  | 69  | Villa Clara                                     | Pinar del Río                                   | Frank Pérez Espinosa                                          | Cienfuegos                                      | 9                                               |                                                 |                                                 |  |
| 1984                                  | 70  | Ciudad de La Habana                             | Cienfuegos                                      | Andrés Roldán                                                 | Cienfuegos                                      | 14                                              |                                                 |                                                 |  |
| 1985                                  | 71  | Cienfuegos                                      | Villa Clara                                     | Roberto Pereira                                               | Villa Clara                                     | 19                                              |                                                 |                                                 |  |
| 1986                                  | 72  | Villa Clara                                     | Fuerzas Armadas Revolucionarias                 | Osvaldo Alonso                                                | Pinar del Río                                   | 19                                              |                                                 |                                                 |  |
| 1987                                  | 73  | Pinar del Río                                   | Villa Clara                                     | Guillermo Matos                                               | Cienfuegos                                      | 14                                              |                                                 |                                                 |  |
| 1988                                  | 74  | Pinar del Río                                   | Fuerzas Armadas Revolucionarias                 | Raimundo García Frank Pérez Espinosa                          | Pinar del Río Cienfuegos                        | 6                                               |                                                 |                                                 |  |
| 1989                                  | 75  | Pinar del Río                                   | Fuerzas Armadas Revolucionarias                 | Raúl Depestre                                                 | Villa Clara                                     | 7                                               |                                                 |                                                 |  |
| 1990                                  | 76  | Cienfuegos                                      | Villa Clara                                     | Camilo Kindelán William Sánchez                               | Ciudad de La Habana Santiago de Cuba            | 5                                               |                                                 |                                                 |  |
| 1991                                  | 77  | Pinar del Río                                   | Ciego de Ávila                                  | Raimundo García                                               | Pinar del Río                                   | 5                                               |                                                 |                                                 |  |
| 1992                                  | 78  | Villa Clara                                     | Pinar del Río                                   | Ariel Betancourt                                              | Villa Clara                                     | 8                                               |                                                 |                                                 |  |
| 1993                                  | 79  | Ciego de Ávila                                  | Santiago de Cuba                                | Reemberto Piedra                                              | Ciego de Ávila                                  | 5                                               |                                                 |                                                 |  |
| 1994                                  | 80  | Ciudad de La Habana                             | Santiago de Cuba                                | Raimundo García                                               | Pinar del Río                                   | 7                                               |                                                 |                                                 |  |
| 1995                                  | 81  | Pinar del Río                                   | Ciego de Ávila                                  | Raimundo García                                               | Pinar del Río                                   | 4                                               |                                                 |                                                 |  |
| 1996                                  | 82  | Villa Clara                                     | Cienfuegos                                      | Osmín Hernández                                               | Pinar del Río                                   | 7                                               |                                                 |                                                 |  |
| 1997                                  | 83  | Villa Clara                                     | Pinar del Río                                   | Osmín Hernández                                               | Pinar del Río                                   | 5                                               |                                                 |                                                 |  |
| 1998                                  | 84  | Ciudad de La Habana                             | Villa Clara                                     | Ariel Betancourt                                              | Villa Clara                                     | 14                                              |                                                 |                                                 |  |
| 1999                                  | 85  | Pinar del Río                                   | Ciudad de La Habana                             | Léster Moré                                                   | Ciego de Ávila                                  | 13                                              |                                                 |                                                 |  |
| 2000                                  | 86  | Ciudad de La Habana                             | Villa Clara                                     | Ariel Betancourt                                              | Villa Clara                                     | 20                                              |                                                 |                                                 |  |
| 2001                                  | 87  | Ciego de Ávila                                  | Granma                                          | Ariel Betancourt                                              | Villa Clara                                     | 17                                              |                                                 |                                                 |  |
| 2002                                  | 88  | Villa Clara                                     | Ciudad de La Habana                             | Serguei Prado                                                 | Villa Clara                                     | 22                                              |                                                 |                                                 |  |
| 2003                                  | 89  | Ciego de Ávila                                  | Villa Clara                                     | Léster Moré                                                   | Ciego de Ávila                                  | 32                                              |                                                 |                                                 |  |
| 2004                                  | 90  | Villa Clara                                     | Pinar del Río                                   | Serguei Prado                                                 | Villa Clara                                     | 17                                              |                                                 |                                                 |  |
| 2005                                  | 91  | Holguín                                         | Ciudad de La Habana                             | Yordanis Tielves                                              | Matanzas                                        | 11                                              |                                                 |                                                 |  |
| 2006                                  | 92  | Pinar del Río                                   | Villa Clara                                     | Alexei Zuasnábar                                              | Guantánamo                                      | 15                                              |                                                 |                                                 |  |
| 2007                                  | 93  | Cienfuegos                                      | Ciudad de La Habana                             | Geovannis Ayala                                               | Las Tunas                                       | 21                                              |                                                 |                                                 |  |
| 2008                                  | 94  | Cienfuegos                                      | Villa Clara                                     | Maikel Celada Osmani Montero                                  | Las Tunas Camagüey                              | 16                                              |                                                 |                                                 |  |
| 2009                                  | 95  | Ciego de Ávila                                  | Camagüey                                        | Sander Fernández                                              | Ciego de Ávila                                  | 29                                              |                                                 |                                                 |  |
| 2010                                  | --  | No se disputó                                   | No se disputó                                   | No se disputó                                                 | No se disputó                                   | No se disputó                                   | No se disputó                                   |                                                 |  |
| 2011                                  | 96  | Villa Clara                                     | Guantánamo                                      | Aliannis Urgellés                                             | Guantánamo                                      |                                                 |                                                 |                                                 |  |
| 2012                                  | 97  | Villa Clara                                     | Camagüey                                        | Roberto Linares                                               | Villa Clara                                     | 12                                              |                                                 |                                                 |  |
| 2013                                  | 98  | Villa Clara                                     | Pinar del Río                                   | Yénier Márquez                                                | Villa Clara                                     | 16                                              |                                                 |                                                 |  |
| 2014                                  | 99  | Ciego de Ávila                                  | Villa Clara                                     | Yoandir Puga                                                  | Villa Clara                                     | 13                                              |                                                 |                                                 |  |
| 2015                                  | 100 | Camagüey                                        | Cienfuegos                                      | Sander Fernández                                              | Ciego de Ávila                                  | 15                                              |                                                 |                                                 |  |
| 2016                                  | 101 | Villa Clara                                     | Guantánamo                                      | Sander Fernández                                              | Ciego de Ávila                                  | 16                                              |                                                 |                                                 |  |
| 2017                                  | 102 | Santiago de Cuba                                | Camagüey                                        | Sander Fernández                                              | Ciego de Ávila                                  | 13                                              |                                                 |                                                 |  |
| 2018                                  | 103 | Santiago de Cuba                                | Ciego de Ávila                                  | Allan Pérez Ruslán Batista                                    | Ciego de Ávila Granma                           | 11                                              |                                                 |                                                 |  |
| 2019                                  | 104 | Santiago de Cuba                                | La Habana                                       | Jorge Villalón                                                | Santiago de Cuba                                | 15                                              |                                                 |                                                 |  |
| 2020                                  | 105 | Se cancela debido a la pandemia del COVID-19    | Se cancela debido a la pandemia del COVID-19    | Se cancela debido a la pandemia del COVID-19                  | Se cancela debido a la pandemia del COVID-19    | Se cancela debido a la pandemia del COVID-19    | Se cancela debido a la pandemia del COVID-19    | Se cancela debido a la pandemia del COVID-19    |  |
| 2021                                  | --  | No disputado debido a la pandemia del COVID-19' | No disputado debido a la pandemia del COVID-19' | No disputado debido a la pandemia del COVID-19'               | No disputado debido a la pandemia del COVID-19' | No disputado debido a la pandemia del COVID-19' | No disputado debido a la pandemia del COVID-19' | No disputado debido a la pandemia del COVID-19' |  |
| 2022                                  | 106 | Artemisa                                        | Santiago de Cuba                                | Yasnay Rivero                                                 | Artemisa                                        | 21                                              |                                                 |                                                 |  |
| 2023                                  | 107 | Cienfuegos                                      | Holguín                                         | Christian C. Valiente                                         | Holguín                                         | 13                                              |                                                 |                                                 |  |
| 2024                                  | --  | Se cancela debido a problemas socio-económicos' | Se cancela debido a problemas socio-económicos' | Se cancela debido a problemas socio-económicos'               | Se cancela debido a problemas socio-económicos' | Se cancela debido a problemas socio-económicos' | Se cancela debido a problemas socio-económicos' | Se cancela debido a problemas socio-económicos' |  |
| 2025                                  | 108 |                                                 |                                                 |                                                               |                                                 |                                                 |                                                 |                                                 |  |

## Títulos por club (Total)
1912 - 1961: Viejo campeonato
| Club                    | Campeón | Años                                           |
| ----------------------- | ------- | ---------------------------------------------- |
| CD Centro Gallego       | 8       | 1931, 1932, 1937, 1938, 1939, 1940, 1945, 1947 |
| Real Iberia             | 8       | 1917, 1918, 1922, 1923, 1926, 1928, 1929, 1934 |
| Juventud Asturiana      | 7       | 1927, 1933, 1935, 1936, 1941, 1944, 1948       |
| Deportivo San Francisco | 6       | 1951, 1952, 1953, 1954, 1955, 1957             |
| CD Hispano-América      | 5       | 1915, 1919, 1920, 1921, 1950                   |
| Deportivo Mordazo       | 3       | 1958, 1959, 1961                               |
| Puentes Grandes         | 2       | 1942, 1943                                     |
| Rovers AC               | 2       | 1912, 1914                                     |
| El Cerro FC             | 1       | 1960                                           |
| Casino Español          | 1       | 1956                                           |
| Diablos Rojos           | 1       | 1949                                           |
| Deportivo Español       | 1       | 1930                                           |
| Fortuna SC              | 1       | 1925                                           |
| Olimpia SC              | 1       | 1924                                           |
| La Habana               | 1       | 1916                                           |
| Euskeria SC             | 1       | 1913                                           |

1963 - act.: Nuevo campeonato
| Club                | Campeón | Años                                                                                     |
| ------------------- | ------- | ---------------------------------------------------------------------------------------- |
| Villa Clara         | 14      | 1980, 1981, 1982, 1983, 1986, 1992, 1996, 1997, 2002/03, 2004/05, 2011, 2012, 2013, 2016 |
| Pinar del Río       | 7       | 1987, 1988/89, 1989/90, 1991/92, 1995, 1999/00, 2006/07                                  |
| Ciudad de La Habana | 6       | 1978/79, 1979, 1984, 1994, 1998, 2000/01                                                 |
| Granjeros           | 5       | 1968, 1969, 1970, 1975, 1977                                                             |
| Ciego de Ávila      | 5       | 1993, 2001/02, 2003, 2009/10, 2014                                                       |
| Cienfuegos          | 5       | 1985, 1990/91, 2007/08, 2008/09, 2023                                                    |
| Industriales        | 4       | 1963, 1964, 1972, 1973                                                                   |
| La Habana           | 3       | 1965, 1966, 1967                                                                         |
| Santiago de Cuba    | 3       | 2017, 2018, 2019                                                                         |
| Azucareros          | 2       | 1974, 1976                                                                               |
| Holguín             | 1       | 2005                                                                                     |
| Camagüey            | 1       | 2015                                                                                     |
| Artemisa            | 1       | 2022                                                                                     |

1912 - act.: Todos los campeonato
| Club                            | Campeón | Años                                                                                     |
| ------------------------------- | ------- | ---------------------------------------------------------------------------------------- |
| Villa Clara                     | 14      | 1980, 1981, 1982, 1983, 1986, 1992, 1996, 1997, 2002/03, 2004/05, 2011, 2012, 2013, 2016 |
| CD Centro Gallego               | 8       | 1931, 1932, 1937, 1938, 1939, 1940, 1945, 1946                                           |
| Iberia FC (3) y Real Iberia (4) | 7       | 1917, 1922, 1923, 1926, 1928, 1929, 1934                                                 |
| Juventud Asturiana              | 7       | 1927, 1933, 1935, 1936, 1941, 1944, 1948                                                 |
| Pinar del Río                   | 7       | 1987, 1988/89, 1989/90, 1991/92, 1995, 1999/00, 2006/07                                  |
| Ciudad de La Habana             | 6       | 1978/79, 1979, 1984, 1994, 1998, 2000/01                                                 |
| Deportivo San Francisco         | 6       | 1951, 1952, 1953, 1954, 1955, 1957                                                       |
| CD Hispano-América              | 6       | 1915, 1916, 1919, 1920, 1921, 1950                                                       |
| Granjeros                       | 5       | 1968, 1969, 1970, 1975, 1977                                                             |
| Ciego de Ávila                  | 5       | 1993, 2001/02, 2003, 2009/10, 2014                                                       |
| Cienfuegos                      | 5       | 1985, 1990/91, 2007/08, 2008/09, 2023                                                    |
| FC Industriales                 | 4       | 1963, 1964, 1972, 1973                                                                   |
| Deportivo Mordazo               | 3       | 1958, 1959, 1961                                                                         |
| La Habana                       | 3       | 1965, 1966, 1967                                                                         |
| Santiago de Cuba                | 3       | 2017, 2018, 2019                                                                         |
| Euskeria Sporting Club          | 2       | 1913, 1914                                                                               |
| Fortuna Sport Club              | 2       | 1918, 1925                                                                               |
| Deportivo Puentes Grandes       | 2       | 1942, 1943                                                                               |
| FC Azucareros                   | 2       | 1974, 1976                                                                               |
| Rovers Ahletic Club             | 1       | 1912                                                                                     |
| Olimpia Sporting Club           | 1       | 1924                                                                                     |
| Deportivo Español               | 1       | 1930                                                                                     |
| Diablos Rojos                   | 1       | 1949                                                                                     |
| Casino Español                  | 1       | 1956                                                                                     |
| El Cerro FC                     | 1       | 1960                                                                                     |
| Holguín                         | 1       | 2005                                                                                     |
| Camagüey                        | 1       | 2015                                                                                     |
| Artemisa                        | 1       | 2022                                                                                     |

## Goleadores históricos (Top 10)
| N.º | Goleador                   | Club                | Goles | Líder de goleo |
| --- | -------------------------- | ------------------- | ----- | -------------- |
| 1   | Serguei Prado Sañudo       | Villa Clara         | 126   | 2              |
| 2   | Léster Moré Hennynghom     | Ciego de Ávila      | 123   | 2              |
| 3   | Ariel Betancourt Cepero    | Villa Clara         | 122   | 4              |
| 4   | Ruslan Batista Machado     | Granma              | 115   | 1              |
| 5   | Yoandir Puga Estévez       | Isla de la Juventud | 114   | 1              |
| 6   | Armando Coroneaux Isidoro  | Camagüey            | 112   |                |
| 7   | Sander Fernández Cervantes | Ciego de Ávila      | 110   | 4              |
| 8   | Héctor Ramírez Infante     | Holguín             | 109   |                |
| 9   | Roberto Pereira Hernández  | Villa Clara         | 108   | 3              |
| 10  | Geovanny Ayala Baldonado   | Las Tunas           | 106   | 1              |
|     | Ramón Núñez Armas          | Las Tunas           | 106   | 5              |

## Copas Nacionales por años (Temporadas)
|      |                            |                    |  |  |  |  |
| 1912 | Orr (1.ª edición)          | Rovers AC          |  |  |  |  |
|      | Orense Fraternal           | CD Hispano-América |  |  |  |  |
| 1913 | Orr (2.ª edición)          | SC Hatuey          |  |  |  |  |
| 1914 | Orr (3.ª edición)          | Rovers AC          |  |  |  |  |
|      | Marañón                    | Euskeria SC        |  |  |  |  |
| 1915 | Orr (4.ª edición)          | Euskeria SC        |  |  |  |  |
| 1916 | Orr (5.ª edición)          | CD Hispano-América |  |  |  |  |
| 1917 | Orr (6.ª edición)          | CD Hispano-América |  |  |  |  |
| 1918 | Orr (7.ª edición)          | CD Hispano-América |  |  |  |  |
| 1925 | Reina Victoria             | Fortuna SC         |  |  |  |  |
| 1928 | Campeones                  | Real Iberia        |  |  |  |  |
|      | Armada                     | CD Centro Gallego  |  |  |  |  |
| 1947 | Presidente Grau San Martín | Real Iberia        |  |  |  |  |